# Побєда (Горлівський район)
Побє́да — селище Сніжнянської міської громади Горлівського району Донецької області, Україна. Розташоване на березі річки Вільховчик за 71 км від Донецька. Відстань до Сніжного становить близько 7 км і проходить автошляхом місцевого значення.

## Населення

### Мова
Розподіл населення за рідною мовою за даними перепису 2001 року:
| Мова       | Кількість | Відсоток |
| ---------- | --------- | -------- |
| російська  | 467       | 82.65%   |
| українська | 98        | 17.35%   |
| Усього     | 565       | 100%     |

За даними перепису 2001 року населення селища становило 565 осіб, із них 17,35 % зазначили рідною мову українську та 82,65 %— російську.